# ۱-تترالون
۱-تترالون (به انگلیسی: 1-Tetralone) یک ترکیب شیمیایی با شناسه پاب‌کم ۱۰۷۲۴ است.